# Comuna Țîbulkivka, Țarîceanka
Țîbulkivka (în ucraineană Цибульківка) este o comună în raionul Țarîceanka, regiunea Dnipropetrovsk, Ucraina, formată din satele Iehorîne, Katerînivka, Novoselivka, Plaveșciîna, Salivka, Țîbulkivka (reședința) și Zubkivka.

## Demografie
Componența lingvistică a satului Țîbulkivka
     Ucraineană (92,12%)
     Rusă (7,44%)
     Alte limbi (0,22%)
Conform recensământului din 2001, majoritatea populației satului Țîbulkivka era vorbitoare de ucraineană (92,12%), existând în minoritate și vorbitori de rusă (7,44%).